# 菲利普·希阿雷
菲利普·希阿雷（1938年10月14日—）是一位法国数学家，香港城市大学教授，1991年当选为法国科学院院士，2009年当选中国科学院外籍院士。